# L'Univers
L'Univers es un diario católico francés, fundado en 1833 por el abad Jacques Paul Migne y desaparecido en 1919.
Tras su adquisición por el conde de Montalembert en 1838, se convirtió en 1840, bajo la dirección de Louis Veuillot, en  órgano del "partido católico".
Ultramontano y favorable al poder temporal del Papa, su línea editorial se opuso a la política italiana de Napoleón III, fue prohibido bajo el Segundo Imperio, reanuda su actividad en la Tercera República siguiendo los postulados  legitimistas.
Bajo la dirección de  Eugène Veuillot se produce su Ralliement à la République.